# Flugabwehrraketengruppe 21
Die Flugabwehrraketengruppe 21 (FlaRakGrp 21) ist eine von drei Patriot-Gruppen des Flugabwehrraketengeschwader 1 (FlaRakG 1) der Bundeswehr.

## Geschichte und Standorte

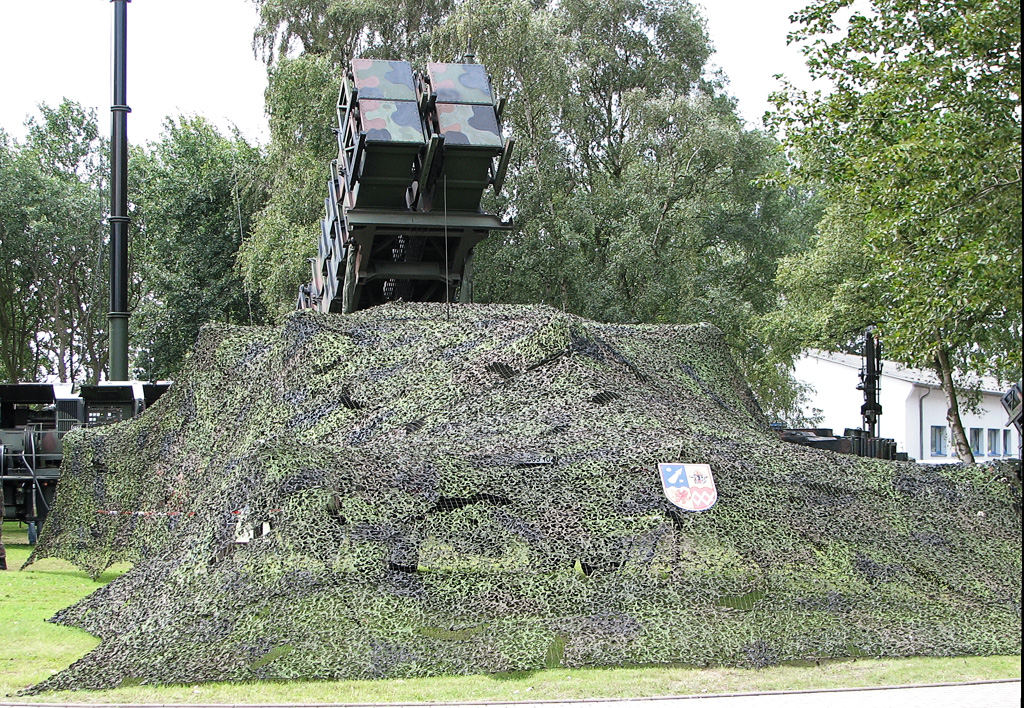
Patriot-System der Bundeswehr; hier ein Startgerät der 4./21 bei der Hanse Sail in Hohe Düne

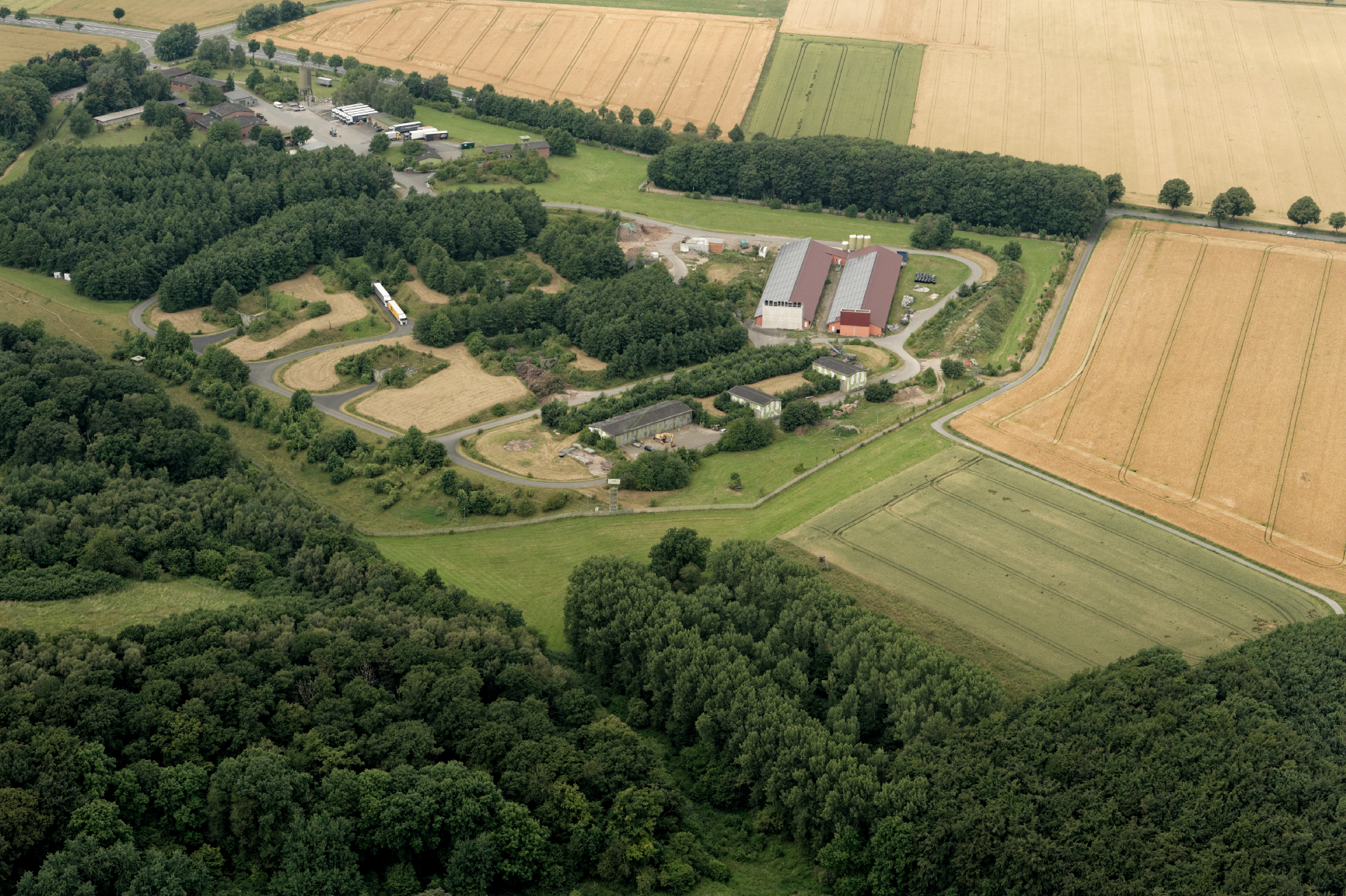
Ehemaliger Abschussbereich für Nike-Hercules-Raketen der Flugabwehrraketengruppe 21 in Soest. Heute Nutzung verschiedener Art wie Polizeigelände und Viehstall.

Die Flugabwehrraketengruppe 21 hat ihren Ursprung im Flugabwehrraketenbataillon 21, das im April 1959 in Fort Bliss, Texas und auf dem Fliegerhorst Köln-Wahn in Dienst gestellt wurde. Köln-Wahn war der erste deutsche Aufstellungsort, doch bereits 1959 strebte man eine Dislozierung des Verbandes in den Räumen Iserlohn, Soest, Warendorf und Dülmen an. Als erster Verband der Luftwaffe erhielt das neu aufgestellte Flugabwehrraketenbataillon 21 das neue Waffensystem „Nike Hercules“. Im Sommer 1959 waren bereits Zwischenstandorte in Gelsenkirchen-Buer und Bocholt bezogen. Bemerkenswert war Ende 1959 die Übernahme des „Schloss Erwitte“ bei Soest, nachdem die Bundeswehr dieses Anwesen für 1,6 Millionen DM erworben hatte.
In den folgenden Jahren entstanden die Einsatzstellungen an den Standorten in Westkirchen (Münsterland, 1./21), Datteln (4./21) und Holzwickede (Ruhrgebiet, 3./21). Die Einsatzstellungen waren in den FlaRak-Gürtel der NATO integriert, der von der Nordsee bis nach Bayern zur Abwehr eines potentiellen Angriffs aus dem Osten entstand. Auf sieben bis neun Nike Hercules Raketen waren Nukleargefechtsköpfe der US Army montiert. Für Wartung und Bewachung waren US-Soldaten im Abschussbereich bzw. in einer Kaserne in Büecke stationiert.
1970 kam der Standort Möhnesee-Echtrop hinzu, nachdem die kanadischen Streitkräfte von dort abgezogen waren. In Möhnesee befanden sich das FlaRak-Bataillon 21, Stab, Stabsstaffel, Versorgungsstaffel, Luftwaffensanitätsstaffel und die 2./21. Die als Fort York bezeichnete Kaserne erhielt 1973 den Namen Graf-Yorck-Kaserne; trotz Ähnlichkeit haben beide Namen keinen Bezug zueinander.
Im zweiten Teil der 1980er Jahre kamen die Standorte Sauerlandkaserne (Lennestadt-Oedingen im Sauerland, 5./21) und Waldbröl (Bergisches Land, 6./21) aus dem Bereich des FlaRakBtl 22 dazu. Mit ihren nunmehr sechs Einzelstandorten galt die Flugabwehrraketengruppe 21 Ende der 1980er Jahre als der weiträumigst dislozierte FlaRak-Verband der Luftwaffe. Alle Standorte lagen im Bundesland Nordrhein-Westfalen.
Das Waffensystem NIKE prägte die Identität des Flugabwehrraketenbataillons 21 bis 1986. Zahlreiche Überprüfungen (ORE, NWTI) und der Schichtdienst waren für viele Angehörige des Verbandes fast 30 Jahre lang militärischer Alltag. Daran konnte auch eine Umstrukturierung im Jahre 1987 nichts ändern, als das Flugabwehrraketenbataillon 21 kurzfristig zum Geschwader avancierte.
Mit der Einführung des Waffensystems MIM-104 Patriot war 1990 das Flugabwehrraketengeschwader 21 wiederum Pionier in Sachen Flugabwehr. Als erste Staffel wurde in Westkirchen die 1./21 mit dem neuen Waffensystem ausgerüstet. Bereits im Juli 1990 meldete das Flugabwehrraketengeschwader 21 die Einsatzbereitschaft des ersten Halbgeschwaders (1./-, 2./- und 3./21) nach abgeschlossener Umrüstung. Eine Reorganisierung brachte schließlich 1993 die Flugabwehrraketengruppe 21 mit ihren sechs Standorten in NRW hervor, so wie sie bis zum Jahr 2002 existieren sollten.
Mit der weiteren Anpassung der Luftwaffenstruktur 5 bildete Bad Arolsen nur einen Übergangsstandort in der inzwischen über 40 Jahre zählenden Geschichte der Flugabwehrraketengruppe 21. Im Januar 2004 wurde ein Vorauskommando am neuen Standort in Sanitz in Mecklenburg-Vorpommern aufgestellt. Soldaten aus den verschiedensten Bereichen bereiteten in Zusammenarbeit mit den Soldaten der aufzulösenden Flugabwehrraketengruppe 12 die Aufnahme des Waffensystems PATRIOT vor. Im April 2004 löste ein personell stark verstärktes Vorkommando das Vorauskommando ab. Mit einem großen Abschlussappell in Möhnesee-Echtrop endete am 25. Juni 2004 die lange Ära der bodengebundenen Luftverteidigung in Nordrhein-Westfalen.
Die Flugabwehrraketengruppe 21 war bis zum 17. Dezember 2003 dem Flugabwehrraketengeschwader 4 (aufgelöst) in Burbach zusammen mit der Flugabwehrraketengruppe 25 unterstellt, danach zusammen mit der Flugabwehrraketengruppe 24 dem Flugabwehrraketengeschwader 2 in Bad Sülze.
Am 1. Juni 2004 wurde am Standort Sanitz in der Siebenbuche-Kaserne der Stab, die Stabsstaffel sowie die 1. und 2. Staffel, in der Kaserne Prangendorf die Versorgungsstaffel sowie die 4. und 5. Staffel neu aufgestellt. Für eine Übergangszeit wurde die 3. Staffel in Bad Sülze in der Recknitztal-Kaserne aufgestellt und zum 30. Juni 2006 aufgelöst.
Die heutige Flugabwehrraketengruppe 21 wurde im Rahmen eines feierlichen Appells am 30. Juni 2004 in Sanitz (Mecklenburg-Vorpommern) als erster Patriot-Verband in den neuen Bundesländern aufgestellt. Hierbei wurde das Personal der alten FlaRakGrp 21, das an den Standorten Möhnesee (Nordrhein-Westfalen) und Bad Arolsen (Nordhessen) disloziert war, an den Standorten Sanitz und Prangendorf mit der dort befindlichen FlaRakGrp 12 zusammengeführt.
Am 1. Juli 2006 wurde die 5. Staffel in 3. Staffel umbenannt. Somit war für die Flugabwehrraketengruppe 21 die Einnahme der Luftwaffenstruktur 5 abgeschlossen.
Die FlaRakGrp 21 ist somit aus der FlaRakGrp 21 (alt) und der FlaRakGrp 31/12 hervorgegangen.
Im Dezember 2006 wurde der Verband zusammen mit dem Flugabwehrraketengeschwader 2 und der Flugabwehrraketengruppe 24 im Rahmen einer „Operational Evaluation“ (OpEval) durch die NATO für die vom 1. Juli 2007 bis 18. Januar 2008 dauernde NRF-9-Standby-Phase zertifiziert.
Am 27. Juni 2007 erfolgte die Umbenennung der Kaserne Prangendorf in Graf-Yorck-Kaserne im Beisein des ehemaligen Botschafters Yorck Graf von Wartenburg. Im April 2009 wurde die Flugabwehrraketengruppe 21 als ältester Flugabwehrraketenverband der Luftwaffe 50 Jahre alt. Am 8. März 2013 wurde das Flugabwehrraketengeschwader 2 aufgelöst. Seine beiden Gruppen 21 und 24 wurden dem Flugabwehrraketengeschwader 1 unterstellt.